# Parafia Najświętszego Serca Pana Jezusa w Katowicach-Murckach
Parafia Najświętszego Serca Pana Jezusa w Katowicach-Murckach – parafia rzymskokatolicka w Katowicach, należąca do dekanatu Katowice-Bogucice w archidiecezji katowickiej.  
Wspólnota parafialna została erygowana 1 sierpnia 1925 roku. Obejmuje ona swoim zasięgiem wiernych z dzielnicy Murcki. Proboszczem parafii jest od 2007 roku ksiądz Paweł Szumilas. W kościele parafialnym w niedziel i święta odprawiane są cztery msze święte, natomiast w tygodniu jedna lub dwie. Odprawiane są również nabożeństwa różnego typu, w tym do św. Antoniego czy przez wstawiennictwo Matki Boskiej Nieustającej Pomocy. Odpust parafialny odbywa się w II niedzielę po uroczystości Bożego Ciała. 
Kościół parafialny został wybudowany w latach trzydziestych XX wieku. Zaprojektował go w 1930 architekt Zygmunt Gawlik. Gmach zaplanowano na planie koła przy ul. Solskiego. Fasada posiada monumentalne arkady i portyk. Na szczycie umieszczono płaską kopułę wieńczącą. Wieża posiada nadbudowę cylindryczną. Ołtarz został usytuowany na ścianie z witrażami